# Пеонидис, Ксенофон
Ксенофон Пеонидис (греч. Ξενοφών Παιονίδης; 1863, Фурка, Халкидики — 1933, Василика, Халкидики) — греческий архитектор, последователь неоклассицизма и эклектизма, своими работами сформировал новый архитектурный облик столицы Македонии — города Салоники, в особенности после освобождения города греческой армией в 1912 году.

## Биография
Ксенофон Пеонидис родился в 1863 году в селе Фурка полуострова Халкидики, Центральная Македония, но его семья родом из города Эдеса. 
Пеонидис выехал на учёбу из, османской тогда, Македонии в королевство Греция и поступил в Афинский политехнический университет. После завершения учёбы в Афинах, Пеонидис продолжил учёбу в Мюнхенском техническом университете. 

## Общественный деятель
Пеонидис вернулся в Салоники в 1892 году, где стал видным деятелем греческой общины города.
Пеонидис был муниципальным советником при мэрах Осман Саид-бее и Константине Ангелакисе, был депутатом от Халкидики и куратором школ Салоник и Сиротского дома Папафиса.
Некоторое время Пеонидис был директором технической службы муниципалитета Салоник. Одновременно Пеонидис состоял в руководстве спортивного клуба «Ираклис» (см. футбольный клуб, баскетбольный клуб, волейбольный клуб).

## Македономах
Пеонидис принял посильное участие в борьбе за Македонию, но не непосредственно в вооружённой борьбе. В отличие от горных районов Македонии, на равнине вокруг города Яница, только (ныне осушенное) озеро Яницы (часто именуемое и болото Яницы), с его плавнями и островками, предоставляло убежище от османских властей. Контроль над озером означал и контроль над прибрежными деревнями. До 1906 года на озере преобладали болгарские четники. Военные действия греческих македономахов в плавнях и островках этого озера-болота в 1906—1907 годах ограничили деятельность болгар.
Пеонидис был известным архитектором в Македонии. Одновременно с его профессиональной известностью он был известен и как страстный охотник. В качестве охотника, Пеонидис регулярно посещал сёла в районе озера и охотился на уток. После каждой охоты, его топографические зарисовки по памяти, с обозначенными на них прибрежными постами, укреплениями и коммуникациями болгар, через греческое консульство в Салониках, направлялись командирам греческих отрядов в районе озера.
За свою деятельность в Борьбе за Македонию Пеонидис был награждён орденом, после воссоединения Македонии с Грецией в 1912 году.

## Архитектор

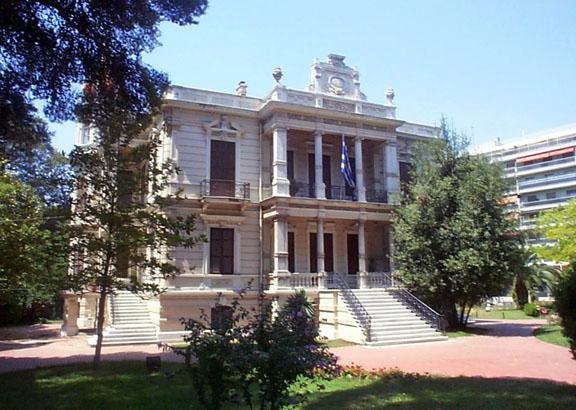
Муниципальная картинная галерея Салоник, бывшая вилла Сейфулы-Паши

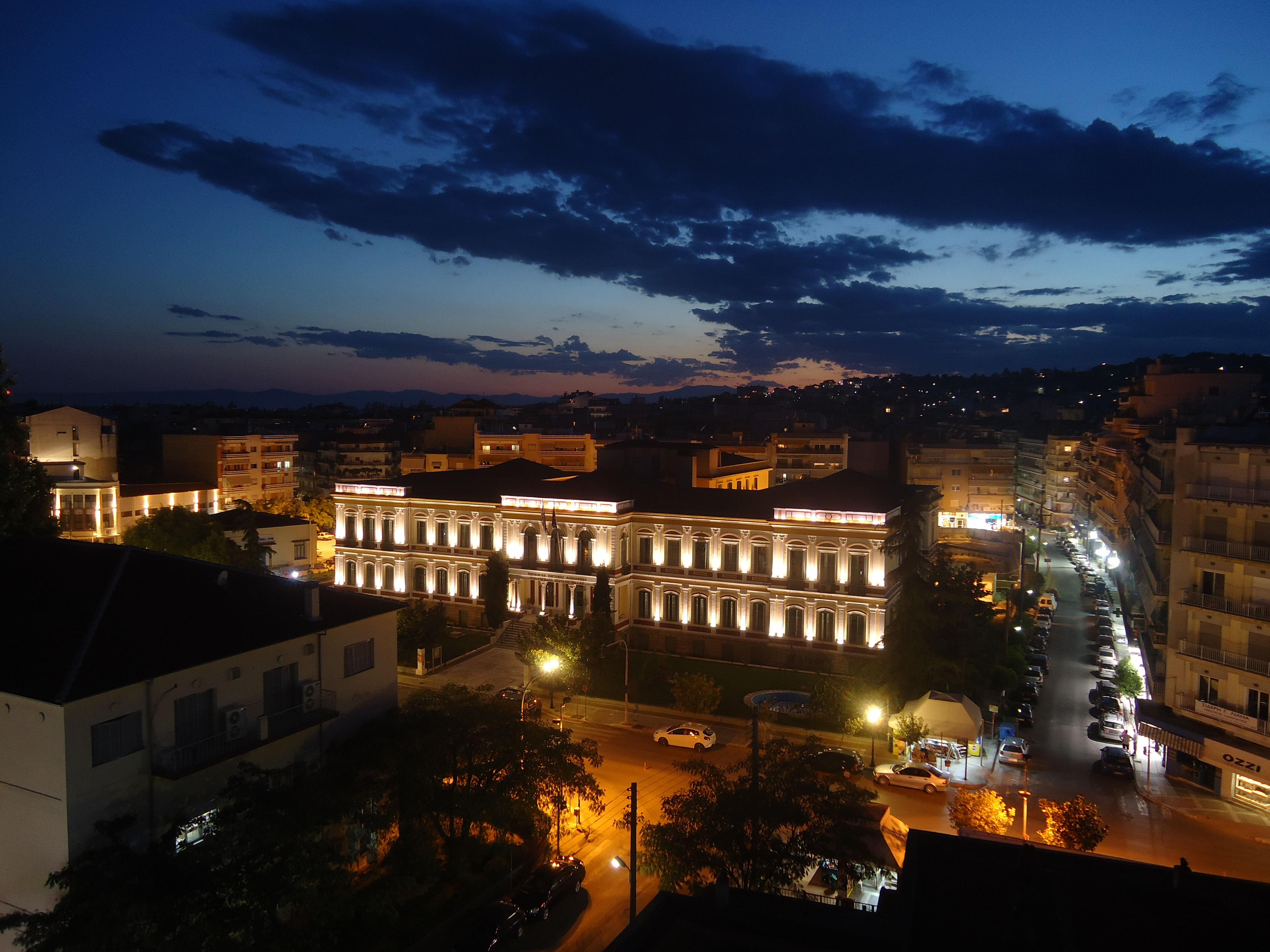
Здание губернского правления города Сере

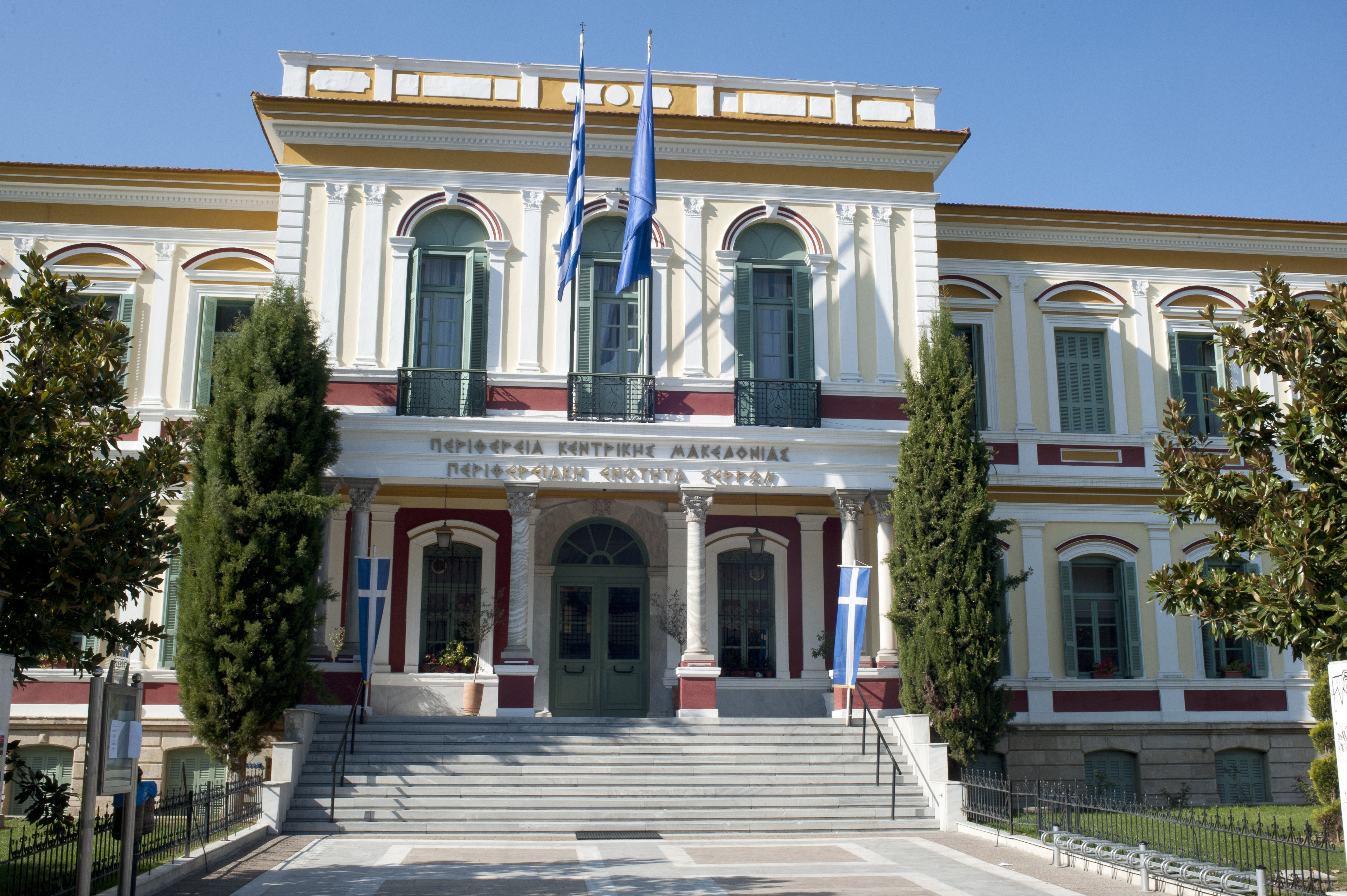
Здание губернского правления города Сере

Но Пеонидис прежде всего архитектор.
Среди самых значительных работ Пеонидиса, числятся Сиротский дом Папафиса, характерный образец классицизма, построенный в период 1894—1904 годов на деньги, завещанные жившим на Мальте уроженцем Салоник меценатом Иоаннисом Папафисом, и госпиталь Айос-Димитриос (Святой Дмитрий) греческой общины города, строительство которого закончилось в 1903 году. Среди его работ также Городская школа Иоаннидиса (сегодняшняя 40-я начальная школа), Городская школа Аналипсис (Вознесения), Центральная городская школа и стоа Святого Минаса.
Кроме общественных зданий по проектам Пеонидиса были построены ряд жилых зданий: Вилла Хадзилазароса, дом Хасана Приштины (сегодняшняя Школа слепых), Вилла Сейфулы Паши (сегодняшняя Муниципальная картинная галерея Салоник ), вилла юриста еврея Эммануила Салема (где ранее размещалось итальянское консульство), дом врача Иоанниса Неделкоса (сегодняшний Святогорский Очаг) и стоа Пелософа (старая почта).
Его архитектурная деятельность охватила и другие регионы Македонии. По проектам Пеонидиса была построена гимназия в городе Полигирос, начальные школы в Эпаноми, в Сохос, в Василика, в Ормилиа, в Никити, в Партеноне, в Врастама, в Кассандрии, в Сикья и др. Также им были построены церковная школа монастыря Святой Анастасии, церковь Святого Антония в городе Верия и здания губернаторов в городах Сере и Монастир. Его проект Синодального дворца Иверского монастыря не был претворён в жизнь в связи с началом Первой мировой войны.
Архитектор Пеонидис умер от сердечного приступа в мае 1933 года в монастыре Святой Анастасии Узорешительницы близ города Василика. Похоронен на кладбище Эвангелистрия в Салониках.